# Laat (Get Ready!)
Laat is een Nederlandstalig lied van de Belgische boyband Get Ready! uit 1996. Het nummer werd geschreven door Roland Verlooven onder het pseudoniem Armath. Na de succesvolle debuuthit Diep (zo diep), eveneens geschreven door Armath, was dit de tweede single die de groep uitbracht.
Naast het titelnummer bevatte de cd-single van Laat ook het nummer Nooit meer alleen. Op de maxisingle stonden daarnaast nog drie remixversies van Laat. Het nummer verscheen in het najaar van 1996 tevens op het titelloze debuutalbum van Get Ready!. In latere jaren verscheen het ook op andere uitgaven.

## Meewerkende artiesten
- DLM (producer)
- Glenn Degendt (zang)
- Jean-Marie Desreux (zang)
- Jimmy Samijn (zang)
- Koen Bruggemans (zang)

## Hitnotering
Na het succes van de debuutsingle Diep (zo diep) werd ook Laat een grote hit voor Get Ready!. De single stond in totaal 17 weken in de Vlaamse Ultratop 50, waarvan één week op de tweede plaats. De groep werd er van de eerste plaats gehouden door Los del Río en hun Macarena. In de Vlaamse Top 10 werd Laat wel een nummer 1-hit.

### VlaamseUltratop 50
| Hitnotering: 08-06-1996 t/m 21-09-1996 Hitnotering: 05-10-1996 | Hitnotering: 08-06-1996 t/m 21-09-1996 Hitnotering: 05-10-1996 | Hitnotering: 08-06-1996 t/m 21-09-1996 Hitnotering: 05-10-1996 | Hitnotering: 08-06-1996 t/m 21-09-1996 Hitnotering: 05-10-1996 | Hitnotering: 08-06-1996 t/m 21-09-1996 Hitnotering: 05-10-1996 | Hitnotering: 08-06-1996 t/m 21-09-1996 Hitnotering: 05-10-1996 | Hitnotering: 08-06-1996 t/m 21-09-1996 Hitnotering: 05-10-1996 | Hitnotering: 08-06-1996 t/m 21-09-1996 Hitnotering: 05-10-1996 | Hitnotering: 08-06-1996 t/m 21-09-1996 Hitnotering: 05-10-1996 | Hitnotering: 08-06-1996 t/m 21-09-1996 Hitnotering: 05-10-1996 | Hitnotering: 08-06-1996 t/m 21-09-1996 Hitnotering: 05-10-1996 | Hitnotering: 08-06-1996 t/m 21-09-1996 Hitnotering: 05-10-1996 | Hitnotering: 08-06-1996 t/m 21-09-1996 Hitnotering: 05-10-1996 | Hitnotering: 08-06-1996 t/m 21-09-1996 Hitnotering: 05-10-1996 | Hitnotering: 08-06-1996 t/m 21-09-1996 Hitnotering: 05-10-1996 | Hitnotering: 08-06-1996 t/m 21-09-1996 Hitnotering: 05-10-1996 | Hitnotering: 08-06-1996 t/m 21-09-1996 Hitnotering: 05-10-1996 | Hitnotering: 08-06-1996 t/m 21-09-1996 Hitnotering: 05-10-1996 | Hitnotering: 08-06-1996 t/m 21-09-1996 Hitnotering: 05-10-1996 | Hitnotering: 08-06-1996 t/m 21-09-1996 Hitnotering: 05-10-1996 |
| Week:                                                          | 1                                                              | 2                                                              | 3                                                              | 4                                                              | 5                                                              | 6                                                              | 7                                                              | 8                                                              | 9                                                              | 10                                                             | 11                                                             | 12                                                             | 13                                                             | 14                                                             | 15                                                             | 16                                                             |                                                                | 17                                                             |                                                                |
| -------------------------------------------------------------- | -------------------------------------------------------------- | -------------------------------------------------------------- | -------------------------------------------------------------- | -------------------------------------------------------------- | -------------------------------------------------------------- | -------------------------------------------------------------- | -------------------------------------------------------------- | -------------------------------------------------------------- | -------------------------------------------------------------- | -------------------------------------------------------------- | -------------------------------------------------------------- | -------------------------------------------------------------- | -------------------------------------------------------------- | -------------------------------------------------------------- | -------------------------------------------------------------- | -------------------------------------------------------------- | -------------------------------------------------------------- | -------------------------------------------------------------- | -------------------------------------------------------------- |
| Positie:                                                       | 25                                                             | 4                                                              | 5                                                              | 4                                                              | 2                                                              | 3                                                              | 6                                                              | 8                                                              | 10                                                             | 16                                                             | 16                                                             | 15                                                             | 17                                                             | 22                                                             | 32                                                             | 47                                                             | uit                                                            | 47                                                             | uit                                                            |